# Тегетхофф, Вильгельм фон
Вильге́льм фон Те́гетхофф (нем. Wilhelm von Tegetthoff; 23 декабря 1827, Марбург, — 7 апреля 1871, Триест) — австрийский адмирал. Один из наиболее выдающихся морских командиров XIX века. Известен своими тактическими новшествами.

## Биография
Родился в семье Карла фон Тегетхоффа, подполковника австрийской армии. Со стороны матери находился в родстве с Иоганном Каспаром фон Сайлером, мэром Вены с 1851 по 1861 год.
Поступил в военно-морскую академию в Венеции в 1840 году, став 23 июля 1845 года гардемарином, и был свидетелем восстания в Венеции 1848—1849 годов. Окончил обучение 16 апреля 1849 года, приняв участие в блокаде Венеции в период с мая по август 1849 года. Повышен до фрегат-лейтенанта 16 июня 1851 года и до линкор-лейтенанта — 16 ноября 1852 года.
В 1854 году получил под своё первое командование морскую шхуну «Элизабет». Это было время интенсивного преобразования австрийского флота, когда паровыми кораблями заменяли военные парусники, а нарезная артиллерия вытесняла гладкоствольную дульнозарядную. Являлся активным сторонником всех этих преобразований. В 1855 году он был назначен командиром на колёсный пароход «Таурус» для патрулирования Дуная во время Крымской войны. Эта служба привлекла благосклонное внимание эрцгерцога Фердинанда Максимилиана Австрийского, Главнокомандующего ВМФ, с которым он был знаком с 1850 года. Произведён в корветтен-капитаны в 1857 году, направлен в полуофициальную научную экспедицию в Красное море и на остров Сокотра. Проявив исключительные дипломатические и организационные способности, в декабре 1857 года он был назначен штаб-офицером. В 1858 году назначен командующим на новый винтовой корвет «Эрцгерцог Фридрих», крейсировавший у побережья Марокко.
Итальянская кампания 1859 года показала, что австрийцы не в состоянии оспорить господство французского флота на Адриатическом море. С возвращением мира Тегетхофф сопровождает Фердинанда Максимилиана в путешествие в Бразилию к императору Педру II в течение зимы 1859/60. Повышен до капитана второго ранга по 27 апреля 1860 и Linienschiffskapitän. 23 ноября 1861 года он был назначен командиром Левантинской эскадры в 1862 году. В этом качестве он занимался наблюдением за греческой революцией, свержением короля Оттона I и антизападными волнениями в Сирии.
Командовал австрийским флотом в сражении при Гельголанде в датской войне 1864 года Одержал победу в сражении при Лиссе 20 июля 1866 года в ходе австро-итальянской войны.
С 1868 года — командующий ВМС Австро-Венгрии. Умер в Вене от пневмонии. Похоронен на кладбище Св. Леонарда в Граце.

## Память
Памятники Тегетхоффу были установлены в Марбурге (ныне Марибор, Словения), Вене и Пуле. Памятник в Вене размещённый на Пратерштерне, крупнейшем транспортном узле города, состоит из колонны высотой 11 метров (архитектор Карл фон Хазенауэр), увенчанной бронзовой статуей Тегетхоффа, высота которой около 3,5 метров (скульптор Карл Кундман). Памятник был закончен в 1886 году.
Памятник в Пуле, установленный в 1877 году, также был выполнен Кундманом. Памятник представляет собой бронзовую статую Тегеттоффа, поддерживаемую бронзовыми мифологическими фигурами. Пула в 1919 году перешла под итальянский суверенитет, и в 1935 году памятник был перенесён в Грац, Австрия.
Тегетхофф был изображён на австрийской почтовой марке 1935 года и на монете в 20 евро, отчеканенной в 2004 году. По имени Тегетгофа были названы следующие корабли:
- Арктическое исследовательское судно (1872). Участвовало в арктической экспедиции Юлиуса Пайера и Карла Вейпрехта в 1872—1874 гг., которая открыла Землю Франца-Иосифа в 1873 г. Первым открытием экспедиции был мыс, названный мысом Тегетгоффа.
- Казематный броненосец Австро-Венгерского флота «Тегетгоф» (1882) — переименован в 1912 году в «Марс».
- Дредноут (1912).